# جمال الجارحي
جمال الجارحي ( -) هو رجل أعمال مصري ومؤسس شركات ومصانع مجموعة الجارحي.

## مسيرته
جمال عبد القادر عبد البصير الجارحي بدا جمال الجارحي في تجارة حديد التسليح منذ نعومة أظفاره وذلك لأن العائلة باكملها كانت تتاجر بحديد التسليح واكتسب الخبرة اللازمة وتم البدء والمشاركة في شركات الحرمين في مصنع الوطنية للصلب ثم السويس للحديد والصلب وثم المصرية للصلب وثم إنشاء مجموعة البحر الأحمر.
تم عمل مناقصات على شراء شركة السويس للصلب لسداد الديون لبنك القاهرة وتقدم للمناقصة عدد كبير من رجال الأعمال من دول العالم كانت المنافسة قد احتدمت لشراء الشركة، ووصل عدد المتنافسين إلى 24 شركة، تتصدرها «الوطنية للصلب» التي يمتلكها جمال الجارحي، وبشاي للصلب، وآل عطية للصلب، بخلاف أحمد عز الذي أعلن انسحابه، بالإضافة إلى مجموعة عروض خارجية، منها ثلاث شركات سعودية تأتي في مقدمتها الراجحي وشركة الأنفاق.
كما تقدمت إحدى كبريات شركات إنتاج البيليت في العالم «إيتال» بعرض للشراء، وكذلك عرض آخر لإحدى الشركات الهندية.
وتم رسو المناقصة على جمال الجارحي بمليار و 200 مليون جنية مصري وتم تسديدها لبنك القاهرة

## تشغيل خط الدرفلة الثاني لمصنع السويس للصلب

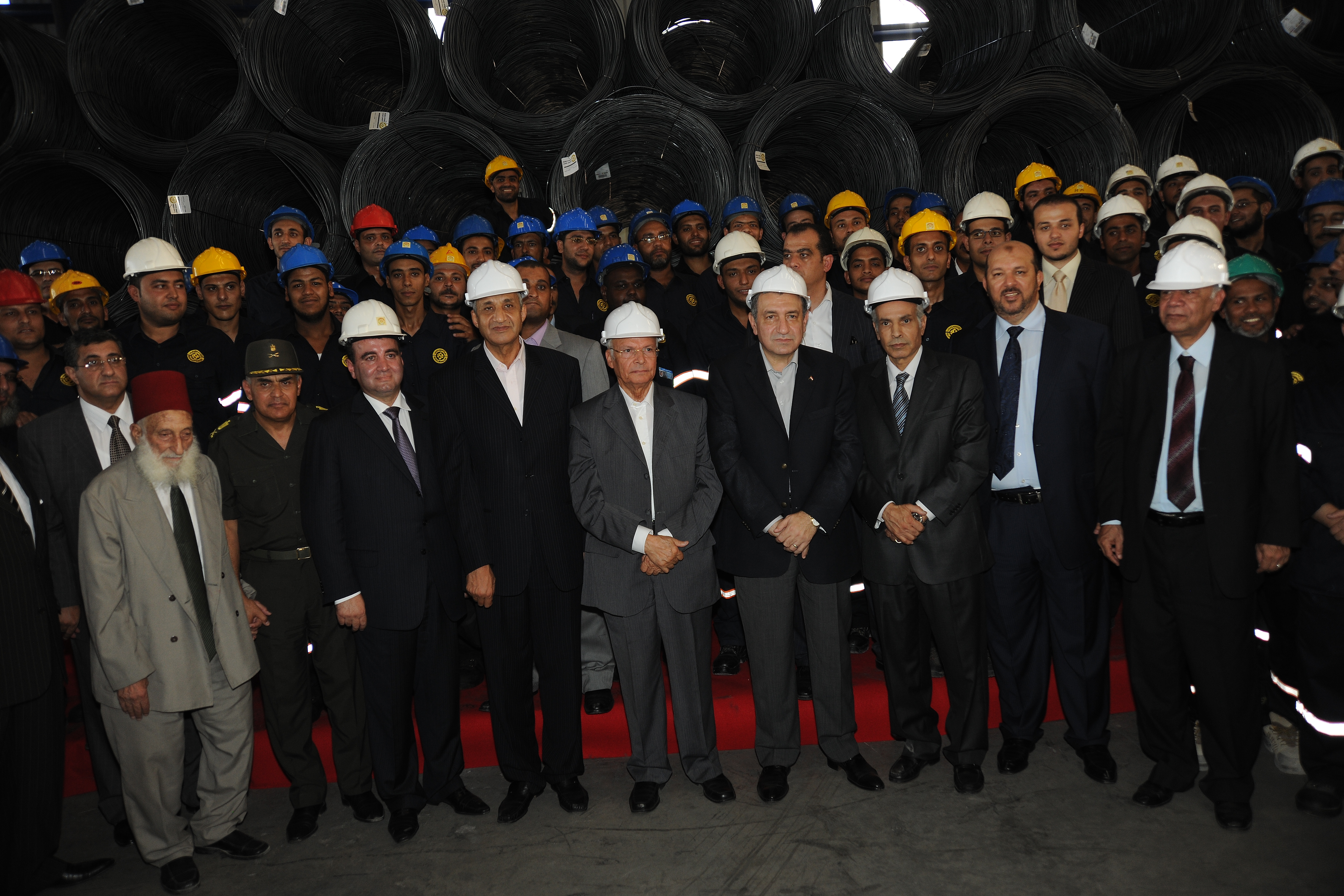
صورة تذكارية في الافتتاح

افتتح الدكتور عصام شرف رئيس الوزراء، مصنع الدرفلة الثاني لإنتاج حديد التسليح بالسويس، لسد العجز في الطلب المحلي من الحديد، بأسعار رمزية، وقد استمع شرف لشرح من رفيق الضو العضو المنتدب، الذي أكد أن الشركة قامت بضخ 300 مليون جنيه، لإنشاء خط الدرفلة الجديد، لتوفير أسلاك الحديد، التي تستخدم في صناعات عديدة، مثل الأسلاك والكابلات والمسامير.
وقال الضو إن المصنع ينتج بكر حديد التسليح لأول مرة في مصر والشرق الأوسط، ويعد أكبر استثمار أجنبي مصري في الصناعات الثقيلة بعد الثورة.
وقال جمال الجارحي رئيس مجلس الإدارة إنه سيتم إطلاق الخط الجديد للمصانع الخاصة بهم خلال العام المقبل، وإن هذا الخط يأتي في إطار التزام الشركة بالخطط الاستثمارية التي وضعتها منذ عام 2009 وتقدر تكلفته بـ 6 مليارات جنيه.

## سيرته
أعلن عدد من رجال الأعمال الوطنيين، أنهم سيبدأون فورا في إعادة ما تم تخريبه من منشآت في مصر، ورفعوا شعار «تعالوا نبني مصر من تاني» وقال رجل الأعمال جمال الجارحي، صاحب شركة حديد السويس إن الشباب الذين فجروا الثورة البيضاء أياديهم بريئة من أية عمليات تخريب تعرضت لها البلاد وأضاف إنه قرر المشاركة في إعادة بناء الوطن وذلك بالتكفل بإعادة بناء وإصلاح وتجهيز 3 أقسام شرطة من تلك التي تعرضت للحريق والإتلاف وإن إعادة التجهيز ستشمل المباني والأثاث وأجهزة الاتصلات والكمبيوتر والفرش وغيرها من اللوازم، حتى تصبح أفضل مما كانت عليه قبل ذلك.
وأضاف الجارحي إنه سيقدم مساهمة – يعتبرها بسيطة- 3 آلاف جنيه لأسرة كل شهيد من الذين قدموا حياتهم كي تتغير مصر إلى الأفضل، وطالب الجارحي باقي رجال الأعمال المصريين أن يبادروا في المشاركة في إعادة البناء، مع باقي الذين قرروا بالفعل التبرع للوطن، وكشف «الجارحي» أنه سيقدم تبرعا أكبر إلى مصر لإقامة مشروع قومي كبير يخدم الشباب الذين صنعوا ما لم يستطع الكبار أن ينجزوه في سنوات طويلة مضت.
وطالب «الجارحي» من وسائل الإعلام تبني الدعوة إلى إنشاء صندوق أو أي مسمى للتبرع من أجل مصر، تشرف عليه جهة موثوق فيها وتوجهه إلى الإصلاحات الوطنية